# La Almoraima
Almoraima es una pedanía del municipio español de Castellar de la Frontera (provincia de Cádiz, Andalucía). Está situada a dos kilómetros al sur de Castellar y tiene una población de 105 habitantes.

## Historia
Esta población tuvo su origen el período andalusí, al instalarse una torre de vigía en la zona donde actualmente está la población. En 1603 se construyó el Convento de San Miguel de La Almoraima, de frailes descalzos de La Merced.
La finca, perteneció muchos años a los Duques de Medinaceli, hasta que en los 70 la compró la empresa de origen jerezano Rumasa, perteneciente a la familia Ruiz-Mateos. Contaba entonces con una superficie de 16.000 Hectáreas , siendo la finca privada más grande de España.

## Fiestas
El último fin de semana de cada mes de agosto tiene lugar la tradicional Velada en honor de la patrona del barrio, la Virgen de la Almoraima.
Cada año, en el castillo de Castellar y coincidiendo con el sábado que sigue a la luna llena de agosto , se celebra el Festival Flamenco de Castellar.

## Comunicaciones
Se accede a Almoraima por la carretera A-405. En esta barriada está situada la estación ferroviaria de Castellar de la Frontera, llamada Almoraima.

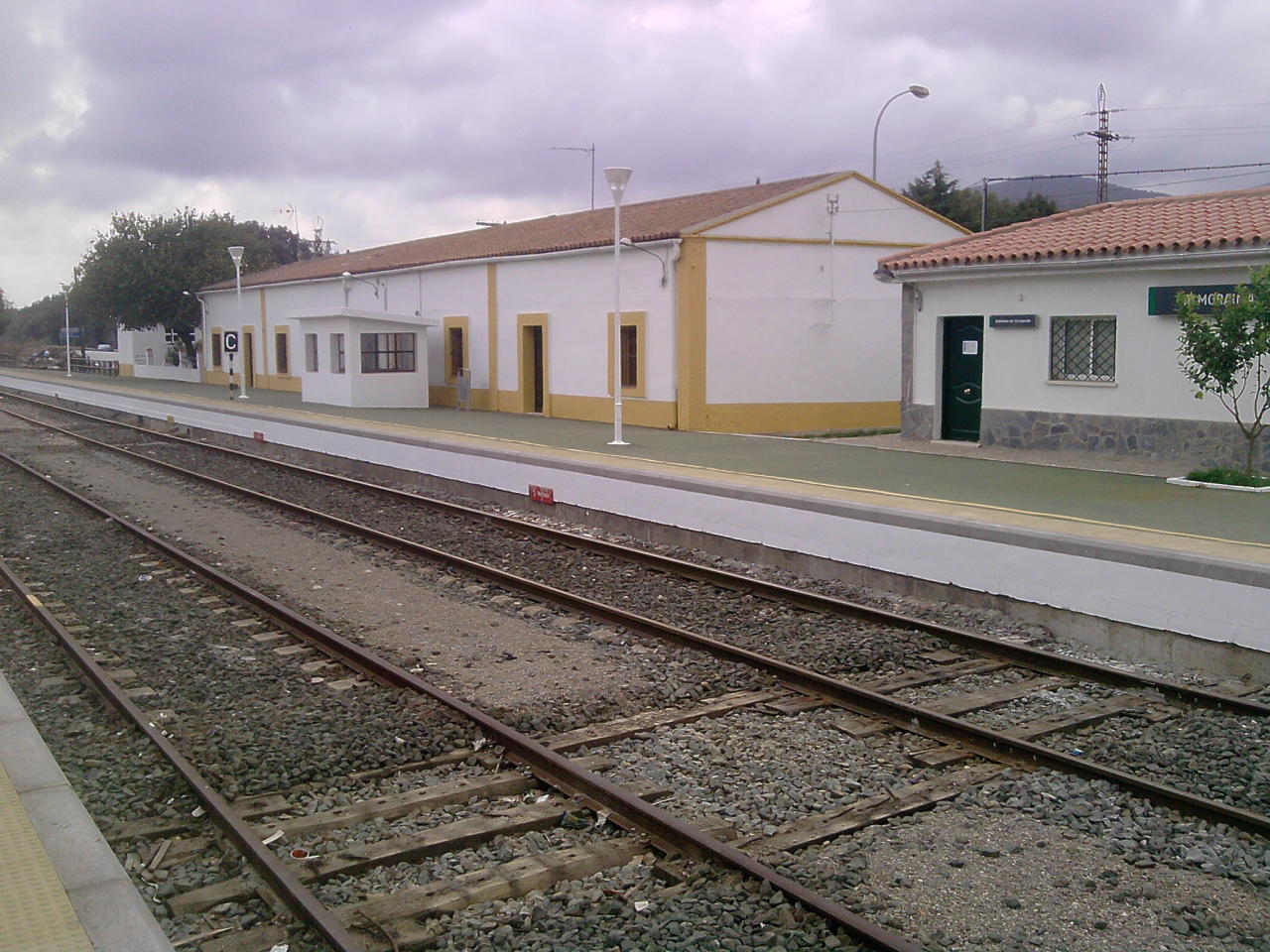
Estación